# Henri Lasserre
Joseph-Henri Lasserre de Monzie (Carlux, 25 de fevereiro de 1828 – Coux et Bigarogue, 22 de julho de 1900), foi um jornalista e escritor francês.